# Boks na Igrzyskach Śródziemnomorskich 2005
Boks na Igrzyskach Śródziemnomorskich 2005 - 15. edycja bokserskich zawodów, które rozgrywane są podczas Igrzysk Śródziemnomorskich. Turniej w 2005 r. odbył się w hiszpańskim mieście Almeríí i był rozgrywany w dniach 27 czerwca - 2 lipca. Zawodnicy rywalizowali w 11 kategoriach wagowych.

## Medaliści
| Kat. wagowa                    |                    |                 |                                     |
| ------------------------------ | ------------------ | --------------- | ----------------------------------- |
| Waga papierowa (– 48 kg)       | Alfonso Pinto      | Amjad Aouda     | Kelvin de la Nieve Abdülkadir Koçak |
| Waga musza (– 51 kg)           | Atagün Yalçinkaya  | Walid Cherif    | Juan Padilla Mohamed Eliwa          |
| Waga kogucia (– 54 kg)         | Ali Hallab         | Mohamed Amiriek | Serdar Avci Andrija Bogdanović      |
| Waga piórkowa (– 57 kg)        | Yaser Shigan       | Ovidiu Bobîrnat | Aboubaker Seddik Lbida Yakup Kılıç  |
| Waga lekka (– 60 kg)           | Domenico Valentino | Selçuk Aydın    | Mohamed Beldjord Orestis Saridis    |
| Waga lekkopółśrednia (– 64 kg) | Adriani Vastine    | Milan Piperski  | Önder Şipal José Guttierez          |
| Waga półśrednia (– 69 kg)      | Bülent Ulusoy      | Xavier Noël     | Choayb Oussaci Borna Katalinić      |
| Waga średnia (– 75 kg)         | Mohamed Hikal      | Savaş Kaya      | Nikola Sjekloća Mamadou Diambang    |
| Waga półciężka (– 81 kg)       | Mourad Sahraoui    | Yildirim Tarhan | Marijo Šivolija Robert Kramberger   |
| Waga ciężka (> 91 kg)          | Clemente Russo     | Mohamed Homrani | Vedran Đipalo Newfel Ouatah         |
| Waga superciężka (+ 91 kg)     | Roberto Cammarelle | Mohamed Samoudi | Milan Vasiljević Bakr Shouman       |